# Get Your Wish
"Get Your Wish" é uma canção gravada pelo produtor estadunidense de música eletrônica Porter Robinson. Foi lançado em 29 de janeiro de 2020 como o primeiro single de seu segundo álbum de estúdio, Nurture. Robinson escreveu, produziu e forneceu os vocais para a faixa. A música contém elementos de trilhas sonoras de anime da era dos anos 2000.
Um videoclipe oficial foi lançado, apresentando Robinson cantando em uma plataforma molhada.

## Composição
| “ | Percebi que não deveria escrever música com a expectativa de que a produtividade ou a realização resolveriam meus problemas, mas sim com a esperança de que minha expressão honesta moveria as pessoas do jeito que a música me move [...] "Get Your Wish" é sobre esse avanço, que foi um dos muitos que me ajudaram ao longo desses anos. A música começou a me fazer feliz novamente. — Robinson em uma carta para seus fãs. | ” |

"Get Your Wish" apresenta Porter Robinson nos vocais, feito para soar mais agudo e mais feminino. Ele afirmou que sentiu que era "mais fácil falar diretamente sobre assuntos dolorosos", e posteriormente se afeiçoou à voz modificada. A letra da música reflete a visão de Robinson sobre depressão e morte do ego.

## Videoclipe
No videoclipe oficial de "Get Your Wish", Robinson é visto em uma plataforma coberta de água. Ele tira um microfone da água e começa a cantar. O vídeo corta entre Robinson cantando e sentado e parecendo desamparado.

## Paradas musicais
| Parada (2020)                                     | Posição de pico |
| ------------------------------------------------- | --------------- |
| Estados Unidos (Billboard Dance/Electronic Songs) | 12              |
| México (Mexico Ingles Airplay)                    | 24              |

| Parada (2020)                               | Posição |
| ------------------------------------------- | ------- |
| Estados Unidos (Hot Dance/Electronic Songs) | 95      |